# Allobaccha nigrapex
Allobaccha nigrapex är en tvåvingeart som först beskrevs av Charles Howard Curran 1931.  Allobaccha nigrapex ingår i släktet Allobaccha och familjen blomflugor. Inga underarter finns listade i Catalogue of Life.